# Kaa
Kaa je bio 7. (i posljednji) faraon 1. dinastije Egipta. Njegova je vladavina bila prilično stabilan i prosperitetan vremenski period.  

## Ime
Kaaovo ime znači "njegova je ruka dignuta", a možda je povezano i s egipatskom riječi ka - "duša" (tako se zvao i jedan preddinastijski faraon). Maneton Kaaa zove Biechenes, Ubienthes i Vibenthis. Kaaov naslov je "Brat Dviju dama" (po egipatskoj vjeri, faraon je sin boga Raa, pa su mu Dvije dame - božice blizanke i Raove kćeri - božanske sestre).

## Životopis
Postoje dvije teorije o Kaaovom porijeklu - on je bio ili sin Anedžiba i Betrest (ili Tarset) ili sin Semerketa (koji je svrgnuo svog oca Anedžiba); Kaa je prema tome mlađi Anedžibov sin ili mu je unuk.
Kad je Kaa došao na vlast, proveo je brisanje imena svog prethodnika Semerketa, koji je izbrisao Anedžibovo ime. Dakle, Kaa je to učinio kako bi osvetio svog djeda, ili što je vjerojatnije, da osveti svog oca tako što je izbrisao ime svog starijeg brata. Moguće je da je i sam svrgnuo Semerketa, nakon nekog vremena, ali je sigurno da je Kaa umro prirodnom smrću, te je u njegovo doba red ponovno bio uspostavljen u monarhiji.
Kaaovi su službenici bili Merka i Sabef. Merkova grobnica sadrži predmete visoke kvalitete.
Kaa je pokopan u grobnici Q u Umm el-Qa'abu, koja je prilično velika, a završio ju je njegov nasljednik Hotepsekemui, koji mu je bio ili sin, ili prema drugoj teoriji, zet, ali je osjećao veliko poštovanje prema Kaau, te je osnovao 2. dinastiju.  

## Otkriće
Prije 1967. je Kaa bio potpuno nepoznat u arheološkim artefaktima sve dok muzej Louvre nije kupio fino izrezbarenu vapnenu stelu koja pokazuje kralja zagrljenog od strane boga Horusa - [neaktivna poveznica] Otada su također pronađene brojne oznake godina koje datiraju iz njegove vladavine, a koje su pronađene na groblju 1. dinastije u Umm el-Qa'abu u Abidu. 

## Vanjske poveznice
Kaa, zadnji kralj 1. dinastije, ili možda nije?